# Adrian Oianu

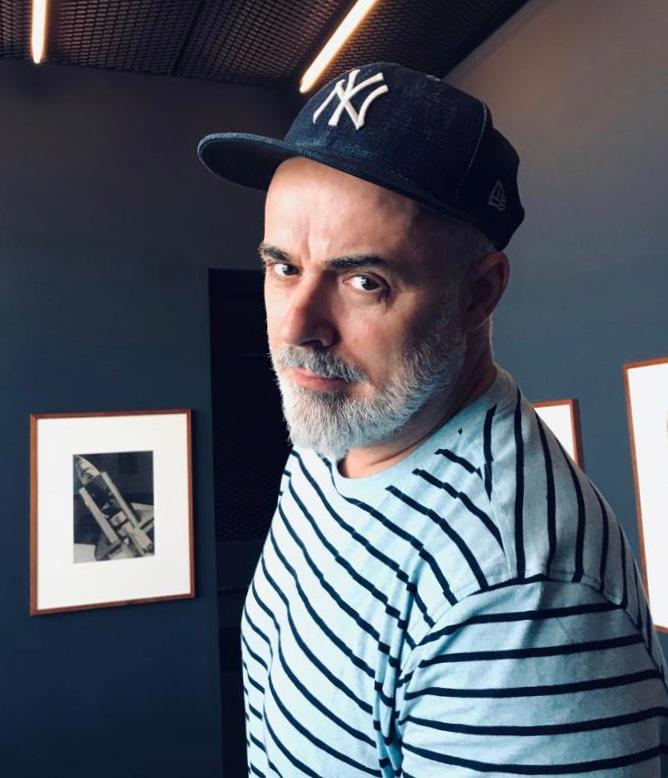
Fotografie Adrian Oianu

Adrian Oianu (n. 19 iulie 1967, Constanța, județul Constanța) este primul designer român care a căutat și explorat tradiția poporului român, preluând elemente ale costumului tradițional și reinterpretându-le contemporan. 

## Carieră
- În 1994 urmează cursurile Institutului European de Design de la Milano, iar trei ani mai târziu pleacă în Turcia ca director de design la „Damat & Tween”.
- În 1997 devine student al Universității de Arte „Parsons&Ottis”, din Los Angeles, dar și designer la casa de modă Richard Tyler.
- În 2000 se alătură companiei multi-brand Liz Claiborne, fiind responsabil cu realizarea designului pentru DKNY Jeans. În același an revine în România și lansează un nou brand: Fotosintesi Clorofilliana.
- În 2001 lansează pe piața americană brandul Adrian Oianu.
- În 2004 s-a intors in Romania pentru a-si lansa propriile colectii și pentru a promova valorile românești prin design identitar contemporan.
- În 2006 devine primul designer roman care lansează în România conceptul de Fashion Film, prin realizarea a trei filme conceptuale “Contemporary Moods”.
- În 2007 scoate nu mai puțin de patru colecții: "Cinecitta" (martie), "Juvenification" (iunie), "The beat" (octombrie) si "Limited Editon" (decembrie).
- În 2009 câștigă titlul „Designerul anului” și este primul designer român care realizează print digital 3D împreună cu graphic designer-ul Thomas Anton Binder (în cadrul colecției “Not Cool”).
- În 2010 lansează un nou proiect independent: Școala de design vestimentar.[1] Temele abordate de Oianu au fost de aplicare a istoriei modei in industria de astazi, curs aplicativ de istorie a artei in moda contemporana, curs de desen, silueta și flat sketch pentru design vestimentar contemporan, de aplicare a tehnologiilor de coasere in creatia vestimentara si de de concepere story-board si definitivare a unei colectii.
- În 2012 lansează una dintre cele mai apreciate colecții “Tricoul Românesc”, model care a fost preluat ulterior de mulți artisani români. Este primul designer care lansează conceptul de Live Virtual Fashion Show pe platforma Facebook, odată cu lansarea colecției Romanian Punk (peste un milion de vizualizări)
- În 2016 lansează emisiunea „O oră de românitate” la Radio SmartFM
- În 2018 devine primul designer vestimentar român[2] care utilizează print digital 3D, prin colecția IA URBANĂ[nefuncțională]

## Colecții
Adrian Oianu are o experiență de peste 25 de ani în industria modei, peste 100 de colecții semnate și peste un milion de produse unicat vândute în întreaga lume. 

### Sustenabilitate
Adrian Oianu colectează cămăși populare vechi, pe care în mare parte le conservă într-o colecție unică de peste 100 de ii recuperate din diferite colțuri ale țării.
Pe cele aflate în condiții de degradare, le reciclează și reintroduce în circuitul vestimentar drept aplicații pe rochii, mantouri sau tricouri din jerse.
Adrian Oianu lucrează doar cu materiale din stoc, care sunt deja produse, pe care alții nu le-au mai cumpărat. Nu comandă la fabrici materiale special pentru el, pentru a proteja mediul: 
Industria textilă poluează cel mai mult mediul, după vaci. Fumul de la textile și tăiatul pentru tipar, prin care se pierde 30% din material. Cele mai multe deșeuri industriale sunt din industria de țesături. Nu iau comenzi mari, nu merg la târguri, pentru că am material limitat. 

### Viziune
|  | Scopul nobil pe care il putem avea este să reușim să reinterpretam tradițiile românești, să le aducem într-o formă cât mai digerabilă pentru ca femeia să le adopte din nou și să își recapete identitatea românească. Și asta pentru că unei românce cel mai frumos îi stă în veșmânt autohton, inspirat din tradiția noastră seculară. |

|  | Mă interesează să construiesc un limbaj vestimentar cu un alfabetul românesc, să n-aibă nicio influență din afară, să poată fi folosit în școli de design de acum încolo, ca să avem și noi un filon, cum au toate popoarele. |

|  | Geaca cu o notă contemporană - imprimeul digital pe mătase naturală cu modele autentice, pe care am numit-o IA URBANĂ, este soluția găsită pentru a face generațiile tinere de români să poarte cea mai identitară piesă din costumul tradițional românesc. Eu vreau să inovez și mi-a luat ceva timp să găsesc o cale de a face din ia tradițională o haină contemporană, de a o reinventa, ca atunci când o îmbraci să te simți ca pe scena unui teatru. Această bomber jacket, cu fermoar, cu patent elastic la mâneci și în talie mi-a permis să păstrez stilistica iei, adică mi-a permis să păstrez mânecile, volumele, forma, proporția, exact cum ar fi fost prinsă cu o fotă, legată cu un cordon și dusă la joc. Prin asta am inovat și am transformat o imagine a unei piese de îmbrăcăminte identitare într-o piesă de îmbrăcăminte contemporană, pe care o îmbracă fete de 15-16 ani acum și e cool. |